# Festo (historiador)

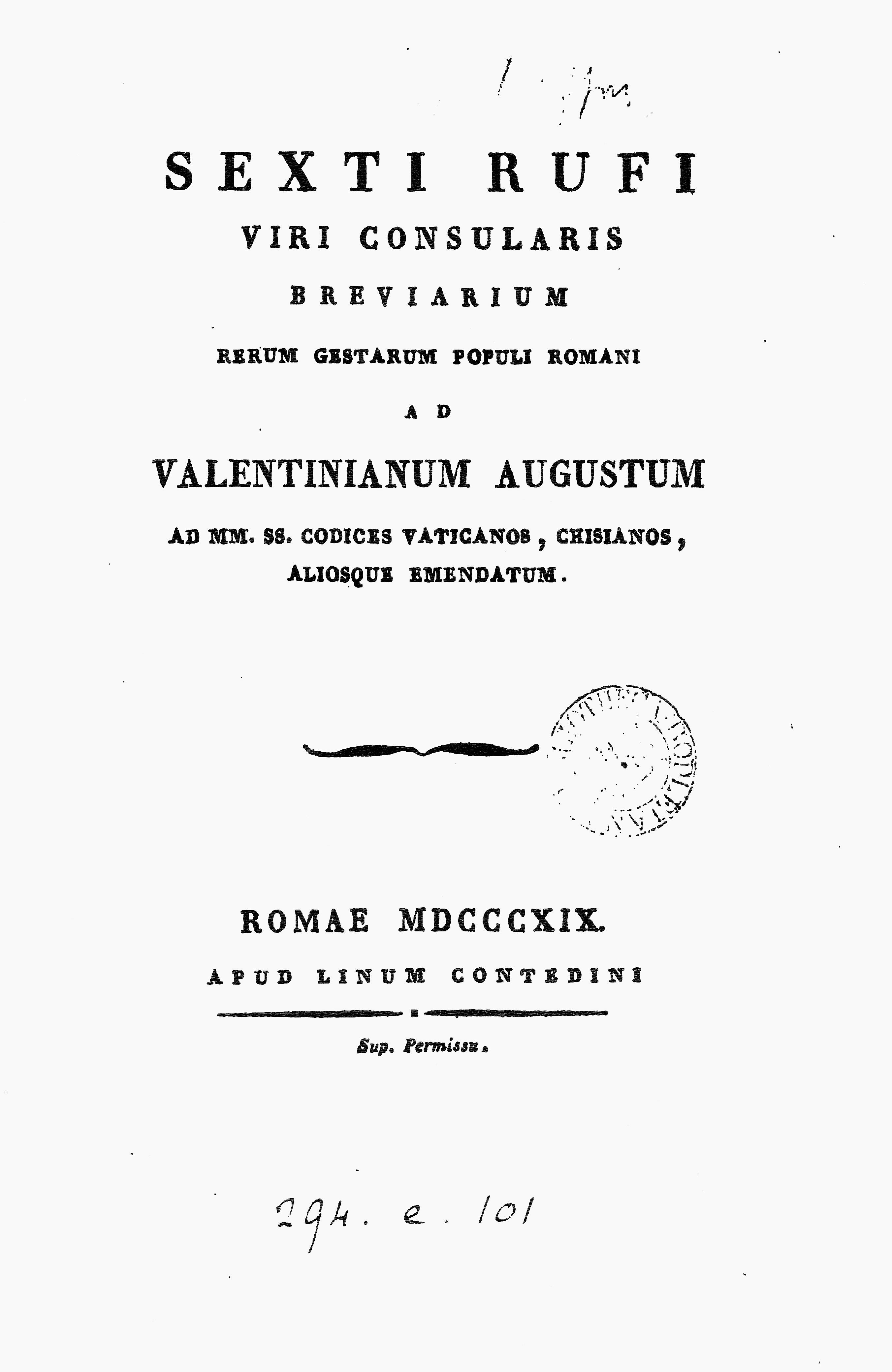
Página de título do livro Festus' Breviarium, Roma 1819.

Festo (em latim: Festus; fl. séc. IV), conhecido também como Rufo Festo, Sexto Festo, Sexto Rufo ou apenas Sexto, foi um historiador do período tardio do Império Romano e procônsul da África cuja epítome "Breviarium rerum gestarum populi Romani" ("Sumário da História de Roma") foi encomendada pelo imperador romano Valente antes de sua campanha contra a Pérsia. A obra foi completada em 379 e cobre toda a história de Roma, desde a fundação até 369. O livro consiste de trinta pequenos tratados com os eventos da história romana numa revisão difícil, preocupada principalmente com os conflitos militares e políticos. É considerada uma obra de baixíssima qualidade